# آرادو آر ۶۶
آرادو آر ۶۶ (به انگلیسی: Arado Ar 66) یک هواپیمای دوباله دو سزنشین از نوع هواپیمای آموزشی ساخت شرکت آرادو فلوکتسایک‌ورک در آلمان بود که از آن در جبهه شرقی جنگ جهانی دوم نیز جهت حمایت هوایی به کار برده شد. هواگرد آرادو آر ۶۶ که توسط والتر رتل، مهندس آلمانی طراحی شده بود، نخستین پروازش را در ۱۹۳۲ انجام داد.

## طراحی و توسعه
کار طراحی آر ۶۶ در سال ۱۹۳۱ توسط والتر رتل آغاز شد اما با انتقال او به شرکت مسرشمیت، والتر بلومه به عنوان طراح ارشد جدید شرکت فرایند توسعه را ادامه داد. نیرو محرکه این هواپیما را موتور Argus As 10 با توان تقریبی ۲۴۰ اسب بخار تأمین می‌کرد. بدنه آن به صورت بیضوی و با جوش دادن قطعات فلزی به یکدیگر ساخته و با پارچه پوشش داده شده بود. طول هر دو بال بالا و پایین چوبی (پوشیده با پارچه)، با طول یکسان و با ۸ درجه زاویه ساخته شده بود. بخش شهپر در هر دو بال بالا و پایین وجود داشت. در طراحی دم از مدل مرسوم و قطعات فلزی استفاده شد.
آر ۶۶ دارای دو جایگاه برای استاد و کارآموز به صورت پشت سر هم در کابین روباز بود که ادوات کنترل برای هر دو قرار داده شده بود.

## تاریخچه عملیاتی
آرادو آر ۶۶ در سال ۱۹۳۳ وارد خدمت در نیروی هوایی آلمان نازی شد و تا پایان جنگ دوم جهانی به عنوان پر کاربردترین هواپیمای آموزشی استفاده گردید. همچنین مدلی نیز با قابلیت فرود بر سطح دریا طراحی ساخته شده بود. در دو سال آخر جنگ با اصلاح قریب به ۲۰۰۰ فروند برای افزودن قابلیت حمل بمب، از این هواپیما برای عملیات‌های شبانه حمایت نیروی زمینی استفاده شد.

## مشخصات فنی

### مشخصات عمومی
- خدمه: دو نفر
- طول: ۸٫۳ متر
- طول بال: ۱۰ متر
- ارتفاع: ۲٫۹۳ متر
- مساحت بال: ۲۹٫۶۳ متر مربع
- وزن خالی: ۹۰۵ کیلوگرم
- حداکثر وزن هنگام برخاستن: ۱۳۳۰ کیلوگرم
- ظرفیت مخزن سوخت: ۱۷۲ لیتر و ۳۳ لیتر در مخزن زاپاس
- نیرومحرکه: یک موتور پیستونی Argus As 10C خنک شونده با هوا: ۲۴۰ اسب بخار
- ملخ چوبی با دو تیغه با قطر ۲٫۵ متر

### عملکرد
- حداکثر سرعت: ۲۱۰ کیلومتر بر ساعت در سطح دریا
- پایاسیر: ۱۷۵ کیلومتر بر ساعت در ارتفاع مناسب
- سرعت فرود: ۸۰ کیلومتر بر ساعت
- برد: ۷۱۵ کیلومتر
- پایداری در هوا: ۴٫۱ ساعت
- حداکثر ارتفاع: ۴۵۰۰ متر
- سرعت صعود: ۴٫۳ متر بر ثانیه، ۱۰۰۰ متری در ۴٫۱ دقیقه
- مصرف سوخت: ۲۶٫۷ لیتر در هر ۱۰۰ کیلومتر

### تسلیحات
- بمب هاب دو کیلوگرمی و چهار کیلوگرمی ضد نفر